# Itaguaçu da Bahia
Itaguaçu da Bahia é um município da Microrregião de Barra, na Mesorregião do Vale São-Franciscano da Bahia, no estado da Bahia, no Brasil. Sua população estimada era de 13 209 habitantes, segundo o censo de 2010 do Instituto Brasileiro de Geografia e Estatística. 

## História
O distrito foi criado com o nome Tiririca do Luisinho por lei municipal de 1900, subordinado ao município de Xique-Xique. Em 1989 foi elevado à categoria de município com a denominação de Itaguaçu da Bahia pela Lei Estadual nº 4839 de 24 de fevereiro de 1989. "Itaguaçu" é um termo de origem tupi que significa "pedra grande", pela junção de itá (pedra) e gûasu (grande).

## Geografia
A população do município ampliou, entre os Censos Demográficos de 2000 e 2010, à taxa de 1,56% ao ano, passando de 11 320 para 13 209 habitantes. Essa taxa foi superior àquela registrada no Estado, que ficou em 0,70% ao ano, e superior à cifra de 1,08% ao ano da Região Nordeste do Brasil. A taxa de urbanização apresentou alteração no mesmo período. A população urbana em 2000 representava 17,55% e em 2010 e passou a representar 19,67% do total. 
A estrutura demográfica também apresentou mudanças no município. Entre 2000 e 2010 foi verificada ampliação da população idosa que, em termos anuais, cresceu 4,2% em média. Em 2000, este grupo representava 7,6% da população. Já em 2010, detinha 9,8% do total da população municipal.

## Organização Político-Administrativa
O Município de Itaguaçu da Bahia possui uma estrutura político-administrativa composta pelo Poder Executivo, chefiado por um Prefeito eleito por sufrágio universal, o qual é auxiliado diretamente por secretários municipais nomeados por ele, e pelo Poder Legislativo, institucionalizado pela Câmara Municipal de Itaguaçu da Bahia, órgão colegiado de representação dos munícipes que é composto por vereadores também eleitos por sufrágio universal.

### Atuais autoridades municipais de Itaguaçu da Bahia
- Prefeito: Adão Alves de Carvalho Filho - PSD (2021/-)[9]
- Vice-prefeito: Joelmir de Souza Barreto - PP (2021/-)[9]
- Presidente da Câmara: Ianca Adriane da Silva Miranda "Ianca da Tabatinga" - PSD (2021/-)[9]